# Anna Luise Schubert
Anna Luise Schubert (* 14. April 1934 in München), auch in den Schreibweisen Anna Louise Schubert und Annaluise Schubert geführt, ist eine deutsch-österreichische ehemalige Tänzerin, Schauspielerin und Sängerin.

## Leben und Wirken
Die gebürtige Münchnerin wurde an einer Ballettschule ausgebildet und nahm in der Folgezeit Engagements an der Bühne an, ab 1957 vorwiegend am Münchner Staatstheater am Gärtnerplatz. Neben München bespielte Schubert gastweise auch Graz, Berlin und schließlich Wien, wo sie sich final niederließ. In jungen Jahren unternahm Anna Luise Schubert überdies an der Seite von Tatjana Gsovsky auch eine Tournee durch die Vereinigten Staaten.
Frühzeitig wurde sie aufgrund ihres tänzerischen Könnens auch für einige Tanzeinlagen in Kinofilmen besetzt, ab 1959 kamen entsprechende Auftritte in Fernsehproduktionen – überwiegend Shows, seltener Filme mit Spielhandlung – hinzu, wo sie sich auch als Chansonsängerin versuchen konnte.
Gegen Ende der 1960er Jahre, einhergehend mit der Geburt ihres Sohnes Alexander Stankovski (* 1968) aus der Ehe mit dem österreichischen Schauspieler, Moderator und Entertainer Ernst Stankovski zog sich Anna Luise Schubert-Stankovski weitgehend aus dem Showgeschäft zurück und widmete sich ganz der Erziehung des gemeinsamen Kindes.

## Filmografie
- 1955: Stern von Rio
- 1955: Wie werde ich Filmstar?
- 1957: Gruß und Kuß vom Tegernsee
- 1958: Mein ganzes Herz ist voll Musik
- 1959: Wenn Sechse eine Reise tun
- 1959: Drei kleine Helle
- 1960: Drei tänzerische Skizzen
- 1961: Heut gehen wir ins Maxim
- 1961: Hotel Victoria
- 1961: Ihnen bleibt nichts erspart
- 1962: Der vorvorletzte Tag
- 1963: Die Karte mit dem Luchskopf (TV-Serie, eine Folge)
- 1963: Perpetuum Musicale – Eine Revue ohne Aufenthalt
- 1965: Fantasie voor groot orkest en ballet
- 1967: Millionen für Penny
- 1968: Auf den Flügeln bunter Träume
- 1970: Stars in der Manege (Gastauftritt)
- 1971: Hallo, Freunde!
- 1973: Dalli Dalli (Gast in einer Ausgabe)